# Giải thưởng Hàn lâm nhạc đồng quê cho nghệ sĩ giải trí của năm

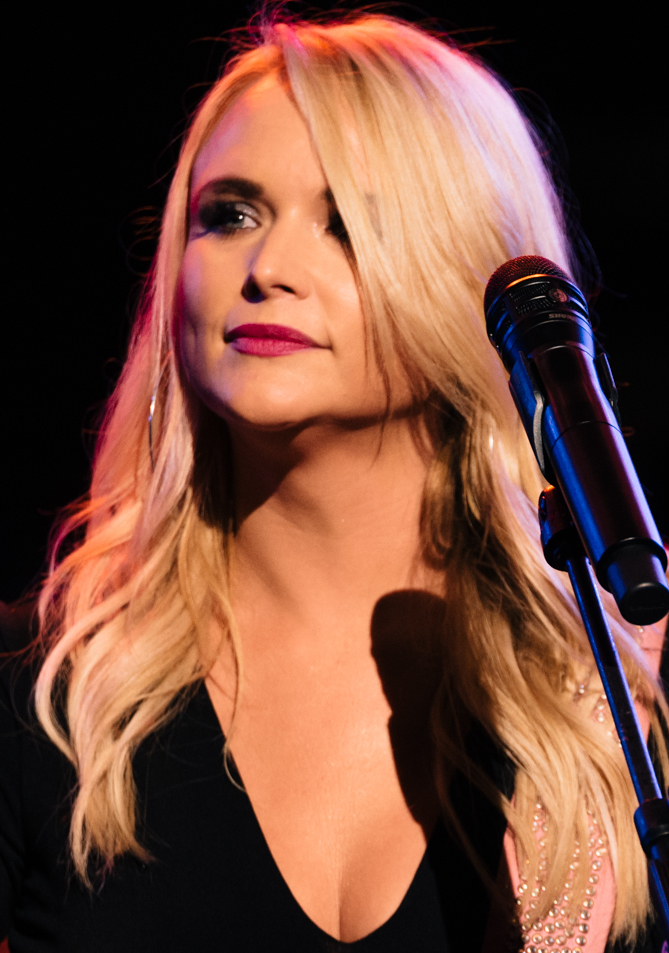
Miranda Lambert, the 2022 reigning Entertainer of the Year.

Giải thưởng Hàn lâm nhạc đồng quê cho nghệ sĩ giải trí của năm là hạng mục có tính cạnh tranh lớn nhất được trao tại Giải thưởng Hàn lâm nhạc đồng quê Đây là giải thưởng cuối cùng được trao tại buổi lễ. Sau đây là danh sách những người chiến thắng, với năm đại diện cho tác phẩm được đề cử.

## Chiến thắng và đề cử

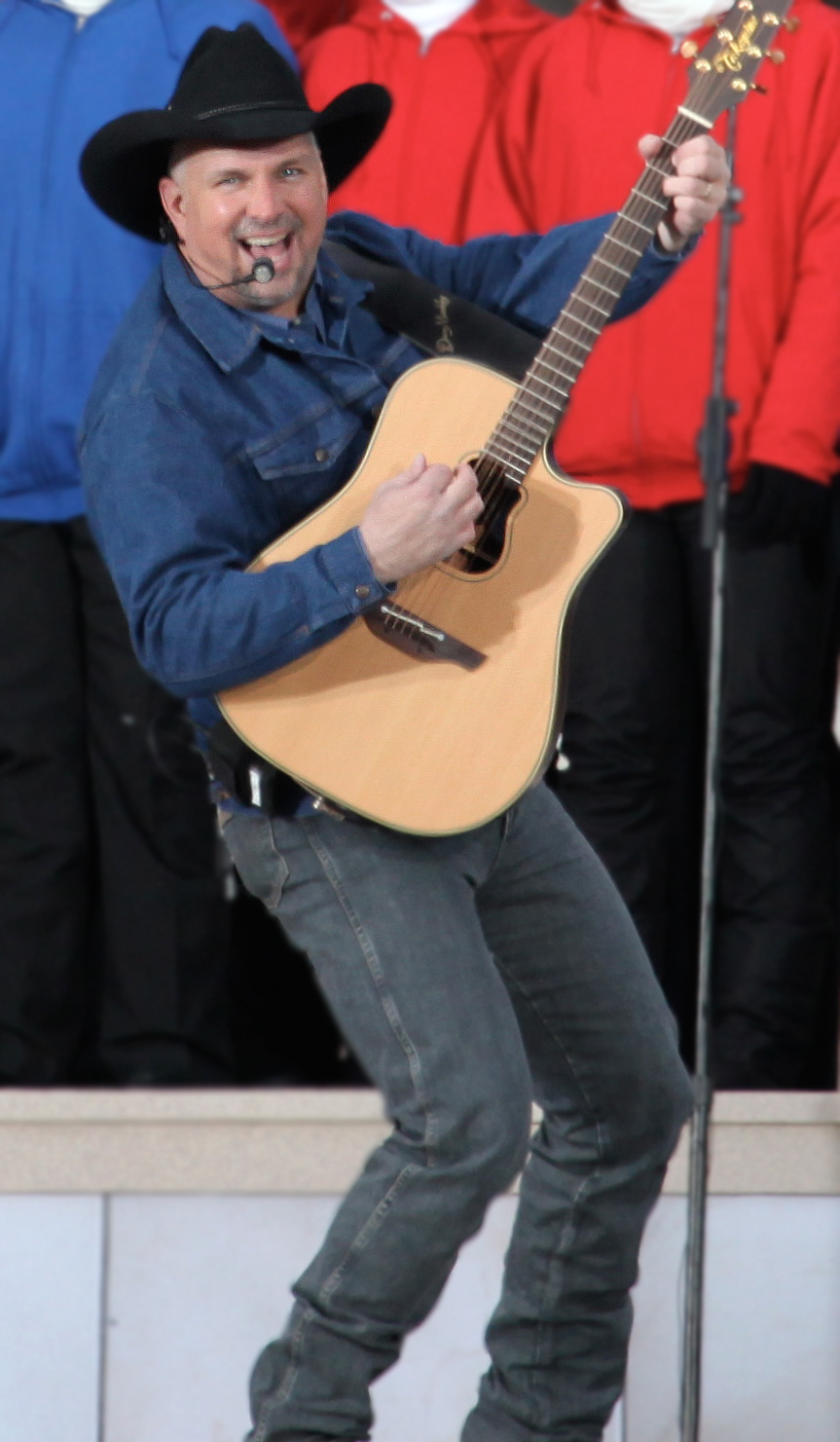
Six-time winner Garth Brooks.

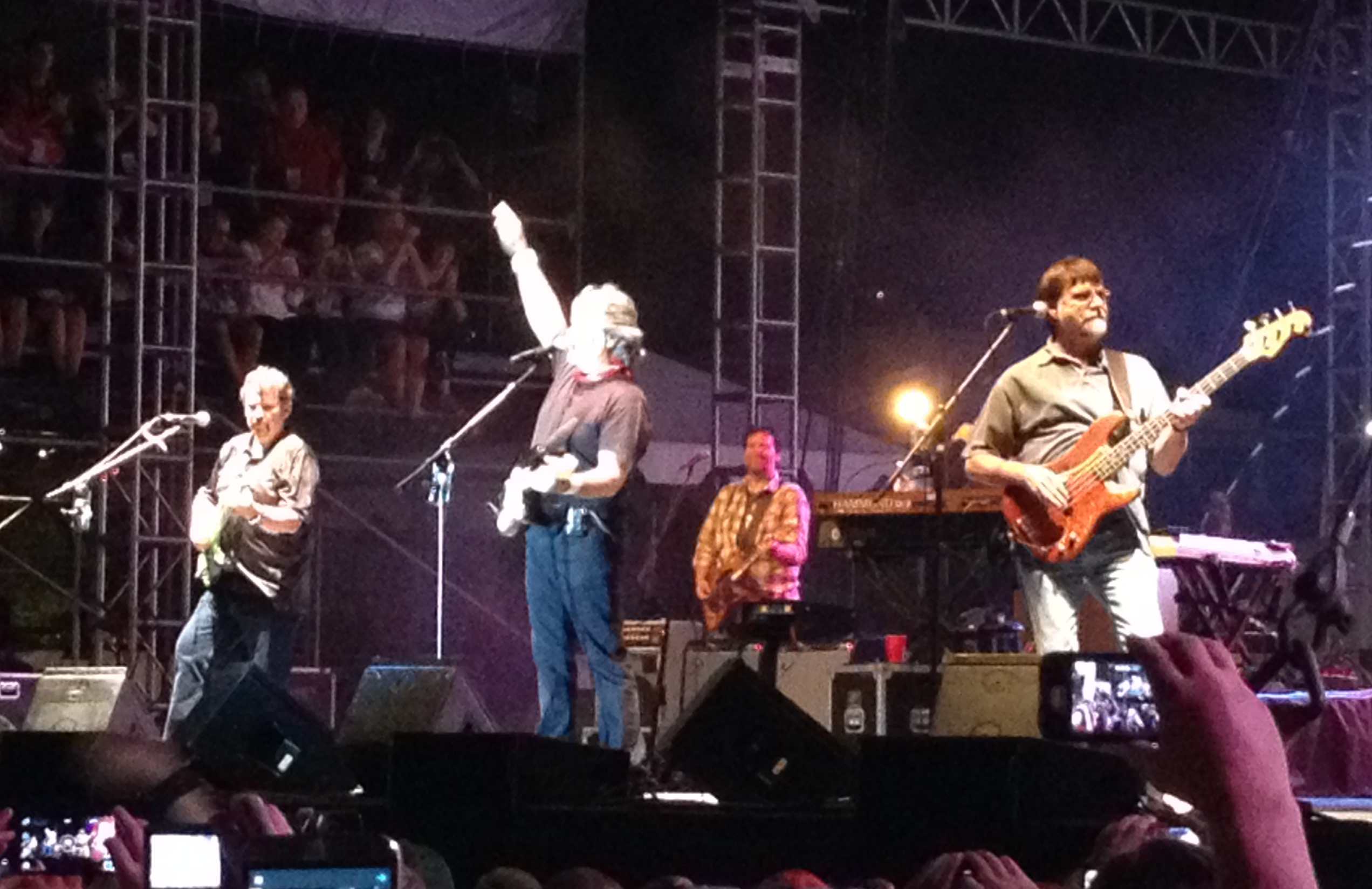
Five-time winners Alabama.

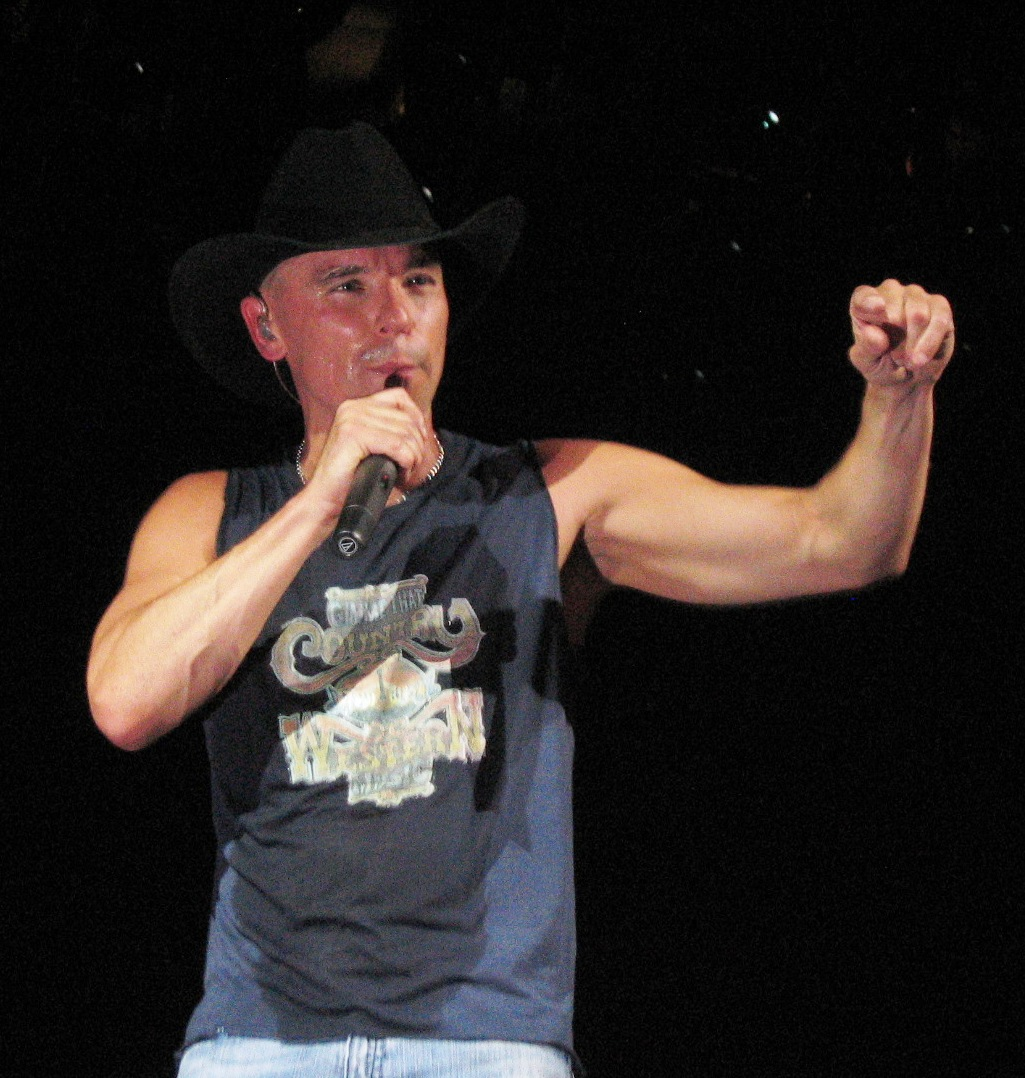
Five-time winner Kenny Chesney.

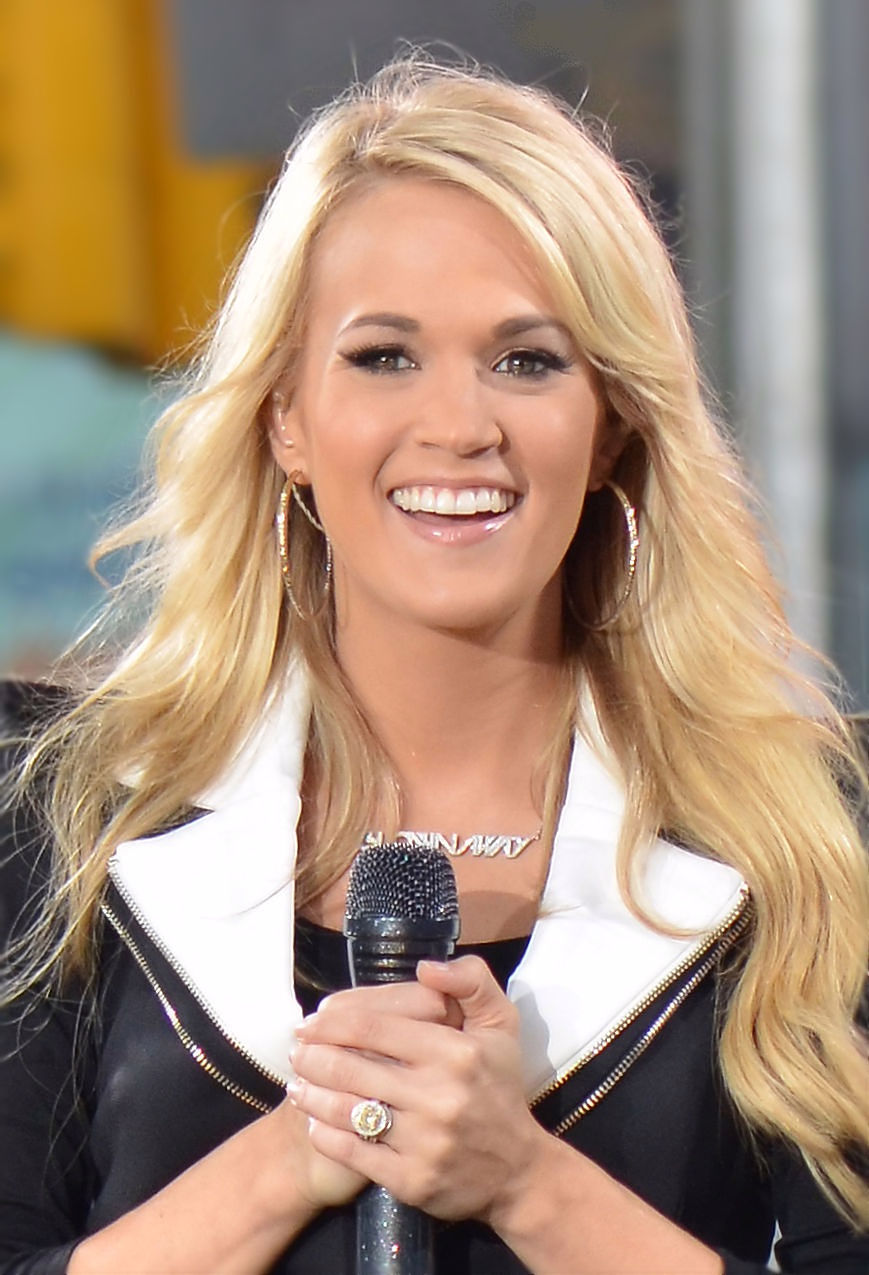
Three-time winner Carrie Underwood.

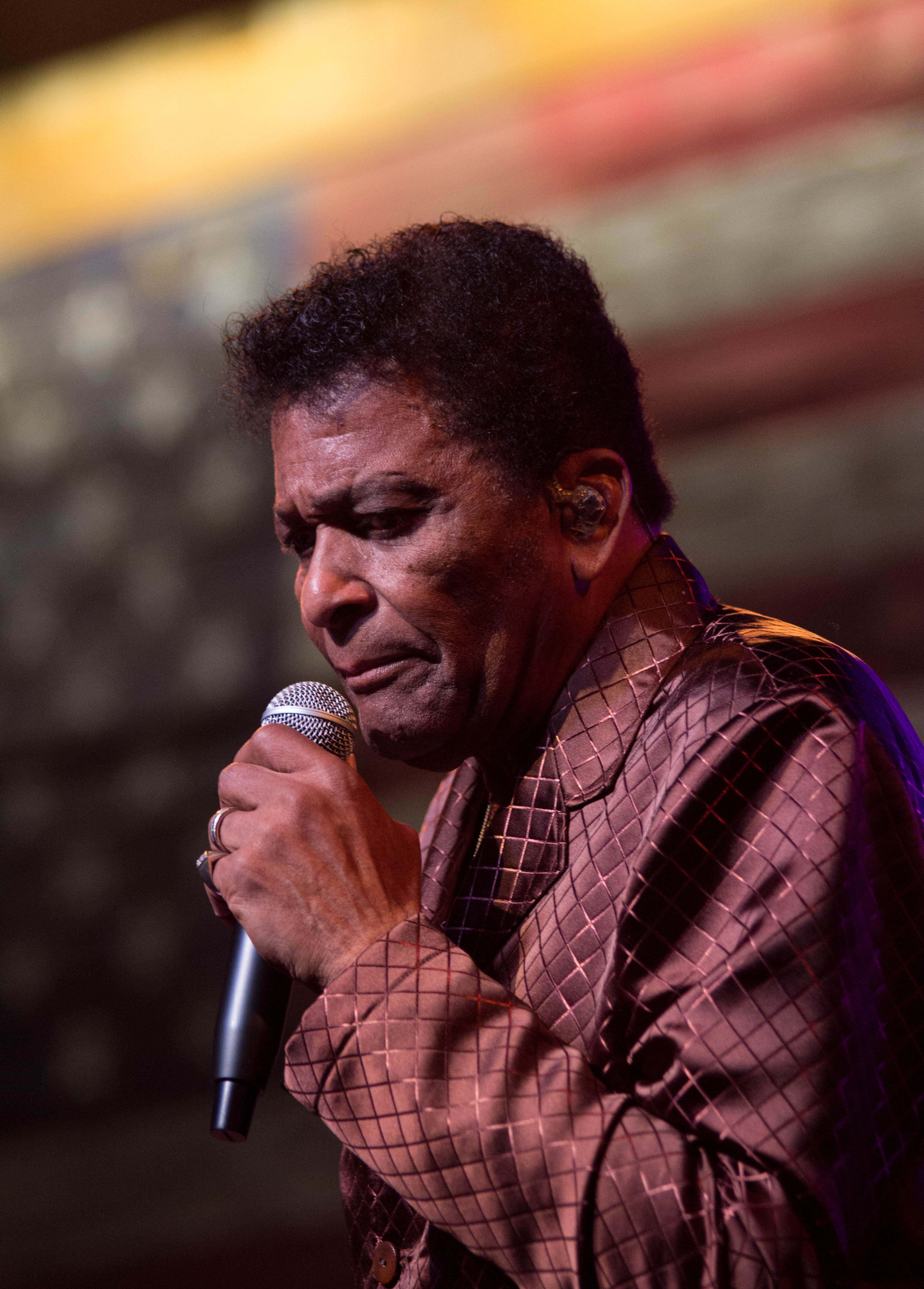
Charley Pride, the first black artist, and only to date, to be nominated for Entertainer of the Year.

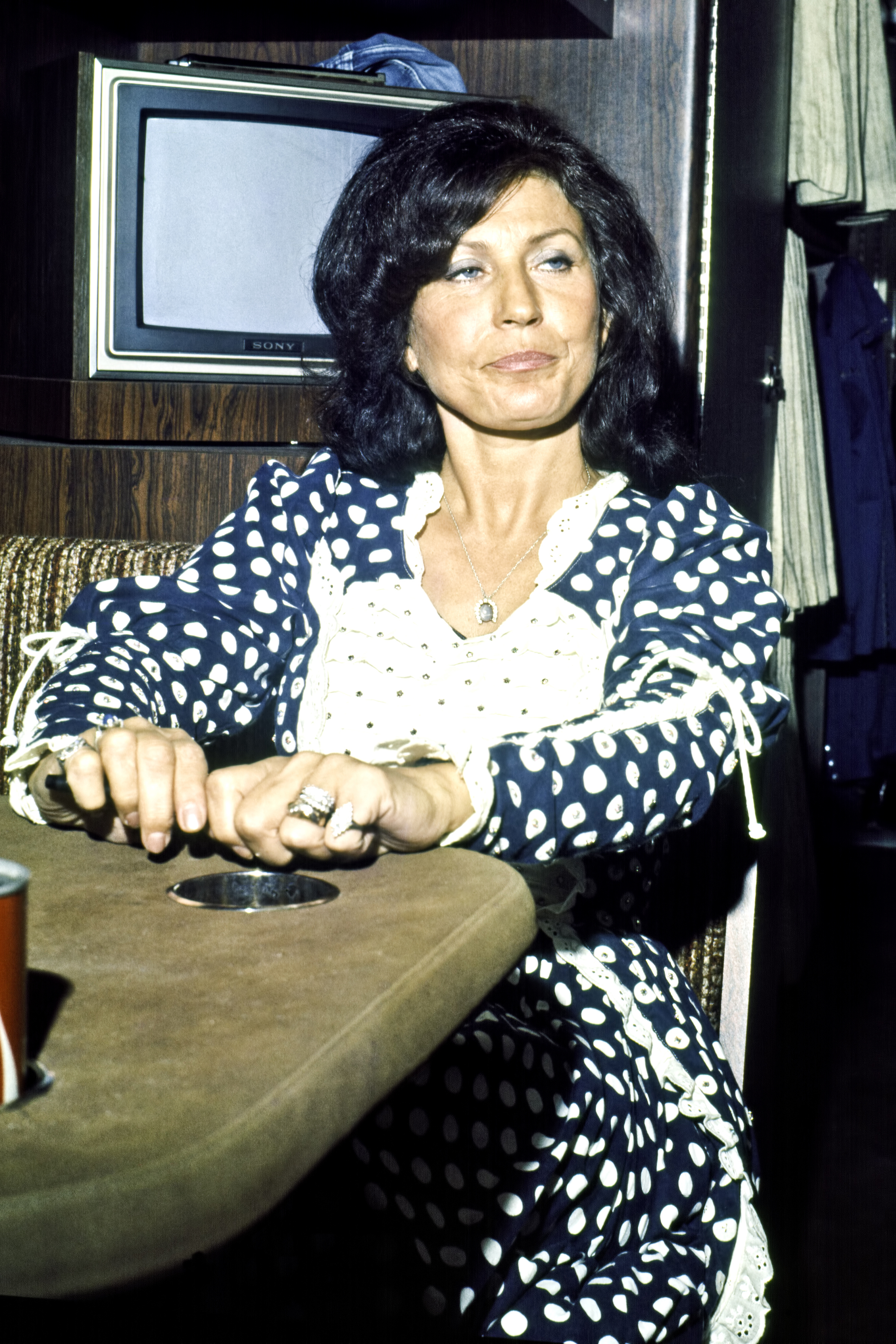
Loretta Lynn became the first female artist to win the award

| Năm  | Người chiến thắng                        | Được đề cử                                                                                                |
| ---- | ---------------------------------------- | --- |
| 2022 | Miranda Lambert                          | - Eric Church - Luke Combs - Chris Stapleton - Carrie Underwood                                           |
| 2021 | Luke Bryan                               | - Eric Church - Luke Combs - Thomas Rhett - Chris Stapleton                                               |
| 2020 | Carrie Underwood (tie)Thomas Rhett (tie) | - Luke Bryan - Eric Church - Luke Combs                                                                   |
| 2019 | Keith Urban                              | - Jason Aldean - Luke Bryan - Kenny Chesney - Chris Stapleton                                             |
| 2018 | Jason Aldean                             | - Garth Brooks - Luke Bryan - Chris Stapleton - Keith Urban                                               |
| 2017 | Jason Aldean                             | - Luke Bryan - Florida Georgia Line - Carrie Underwood - Keith Urban                                      |
| 2016 | Jason Aldean                             | - Garth Brooks - Luke Bryan - Eric Church - Miranda Lambert                                               |
| 2015 | Luke Bryan                               | - Jason Aldean - Garth Brooks - Miranda Lambert - Florida Georgia Line                                    |
| 2014 | George Strait                            | - Luke Bryan - Miranda Lambert - Blake Shelton - Taylor Swift                                             |
| 2013 | Luke Bryan                               | - Jason Aldean - Miranda Lambert - Blake Shelton - Taylor Swift                                           |
| 2012 | Taylor Swift                             | - Jason Aldean - Kenny Chesney - Brad Paisley - Blake Shelton                                             |
| 2011 | Taylor Swift                             | - Blake Shelton - Brad Paisley - Jason Aldean - Kenny Chesney                                             |
| 2010 | Carrie Underwood                         | - Brad Paisley - Jason Aldean - Keith Urban - Miranda Lambert - Toby Keith                                |
| 2009 | Carrie Underwood                         | - Brad Paisley - George Strait - Keith Urban - Kenny Chesney - Taylor Swift - Toby Keith - Zac Brown Band |
| 2008 | Kenny Chesney                            | - Brad Paisley - George Strait - Keith Urban - Rascal Flatts                                              |
| 2007 | Kenny Chesney                            | - Brad Paisley - George Strait - Keith Urban - Rascal Flatts                                              |
| 2006 | Kenny Chesney                            | - Brooks & Dunn - George Strait - Rascal Flatts - Tim McGraw                                              |
| 2005 | Kenny Chesney                            | - Brooks & Dunn - Keith Urban - Rascal Flatts - Toby Keith                                                |
| 2004 | Kenny Chesney                            | - Brooks & Dunn - Keith Urban - Tim McGraw - Toby Keith                                                   |
| 2003 | Toby Keith                               | - Alan Jackson - Brooks & Dunn - Tim McGraw - Toby Keith                                                  |
| 2002 | Toby Keith                               | - Brooks & Dunn - Dixie Chicks - Kenny Chesney - Toby Keith                                               |
| 2001 | Brooks & Dunn                            | - Alan Jackson - Garth Brooks - Tim McGraw - Toby Keith                                                   |
| 2000 | Dixie Chicks                             | - Brooks & Dunn - Faith Hill - George Strait - Toby Keith                                                 |
| 1999 | Shania Twain                             | - Dixie Chicks - Faith Hill - Sawyer Brown - Tim McGraw                                                   |
| 1998 | Garth Brooks                             | - Brooks & Dunn - George Strait - Shania Twain - Tim McGraw                                               |
| 1997 | Garth Brooks                             | - Brooks & Dunn - George Strait - Reba McEntire - Tim McGraw                                              |
| 1996 | Brooks & Dunn                            | - Alan Jackson - Garth Brooks - George Strait - Tim McGraw                                                |
| 1995 | Brooks & Dunn                            | - Alan Jackson - Garth Brooks - Reba McEntire - Tim McGraw                                                |
| 1994 | Reba McEntire                            | - Alabama - Alan Jackson - Brooks & Dunn - Garth Brooks                                                   |
| 1993 | Garth Brooks                             | - Alan Jackson - Clint Black - Reba McEntire - Travis Tritt                                               |
| 1992 | Garth Brooks                             | - Alan Jackson - Billy Ray Cyrus - Reba McEntire - Travis Tritt                                           |
| 1991 | Garth Brooks                             | - Alan Jackson - Clint Black - Randy Travis - Reba McEntire                                               |
| 1990 | Garth Brooks                             | - Clint Black - Dolly Parton - George Strait - Reba McEntire                                              |
| 1989 | George Strait                            | - Alabama - Dolly Parton - Hank Williams Jr. - Randy Travis                                               |
| 1988 | Hank Williams Jr.                        | - Alabama - George Strait - Randy Travis - The Judds                                                      |
| 1987 | Hank Williams Jr.                        | - Alabama - Randy Travis - Reba McEntire - Willie Nelson                                                  |
| 1986 | Hank Williams Jr.                        | - Alabama - George Strait - Reba McEntire - Ricky Skaggs                                                  |
| 1985 | Alabama                                  | - George Strait - Hank Williams Jr. - Lee Greenwood - Ricky Skaggs                                        |
| 1984 | Alabama                                  | - Hank Williams Jr. - Oak Ridge Boys - Ricky Skaggs - Willie Nelson                                       |
| 1983 | Alabama                                  | - Barbara Mandrell - Hank Williams Jr. - Oak Ridge Boys - Willie Nelson                                   |
| 1982 | Alabama                                  | - Barbara Mandrell - Kenny Rogers - Ricky Skaggs - Willie Nelson                                          |
| 1981 | Alabama                                  | - Barbara Mandrell - Dolly Parton - Kenny Rogers - Oak Ridge Boys                                         |
| 1980 | Barbara Mandrell                         | - Dolly Parton - Eddie Rabbitt - Kenny Rogers - Willie Nelson                                             |
| 1979 | Willie Nelson                            | - Crystal Gayle - Kenny Rogers - Loretta Lynn - Waylon Jennings                                           |
| 1978 | Kenny Rogers                             | - Dolly Parton - Loretta Lynn - Roy Clark - Willie Nelson                                                 |
| 1977 | Dolly Parton                             | - Kenny Rogers - Loretta Lynn - Mel Tillis - Roy Clark                                                    |
| 1976 | Mickey Gilley                            | - Conway Twitty - Loretta Lynn - Marty Robbins - Mel Tillis                                               |
| 1975 | Loretta Lynn                             | - Glen Campbell - John Denver - Mickey Gilley - Roy Clark                                                 |
| 1974 | Mac Davis                                | - Loretta Lynn - Merle Haggard - Ronnie Milsap - Roy Clark                                                |
| 1973 | Roy Clark                                | - Charlie Rich - Johnny Rodriguez - Mel Tillis - Merle Haggard                                            |
| 1972 | Roy Clark                                | - Charley Pride - Freddie Hart - Loretta Lynn - Merle Haggard                                             |
| 1971 | Freddie Hart                             | - Charley Pride - Glen Campbell - Loretta Lynn - Merle Haggard                                            |
| 1970 | Merle Haggard                            | - Johnny Cash - Glen Campbell - Elvis Presley - Charley Pride                                             |

## Kỷ lục

### Chiến thắng nhiều nhất
- Nam nghệ sĩ giành được nhiều chiến thắng nhất - Garth Brooks (6).
- Nữ nghệ sĩ giành được nhiều chiến thắng nhất - Carrie Underwood (3).
- Nhóm có nhiều trận thắng nhất - Alabama (5).
- Bộ đôi có nhiều trận thắng nhất - Brooks & Dunn (3).

### Đề cử nhiều nhất
- Nam nghệ sĩ có nhiều đề cử nhất - George Strait (14).
- Nữ nghệ sĩ có nhiều đề cử nhất - Reba McEntire (9).
- Nhóm có nhiều đề cử nhất - Alabama (10).
- Bộ đôi có nhiều đề cử nhất - Brooks & Dunn (12).